# Julie Vollertsen
Julie Jo Vollertsen (Syracuse, 18 marzo 1959) è un'ex pallavolista statunitense, vincitrice della medaglia d'argento ai Giochi olimpici di Los Angeles 1984 con la nazionale degli Stati Uniti.

## Biografia
Ha giocato con la nazionale statunitense dal 1979 al 1984. Successivamente ha giocato come professionista per quattro anni ed è stata allenatrice di pallavolo juniores in Italia, paese di cui ha ottenuto la cittadinanza.
È madre di Nicolò Melli, cestista italiano.